# Ali Patrick Pahlavi
Ali Patrick Pahlavi (en persan : علی پاتریک پهلوی) ou Patrick Ali Pahlavi, né le 1er septembre 1947 à Paris, est un prince iranien membre de famille Pahlavi. Depuis le décès brutal de son jeune cousin Ali-Reza Pahlavi en 2011, il se considère[réf. nécessaire] comme l’héritier présomptif de jure du prince Reza Pahlavi, prétendant au trône impérial d’Iran et sans postérité mâle à ce jour. Mais le fait qu'il soit né d'une étrangère l'exclut de la succession.

## Famille
Il est le fils du prince Ali-Reza Pahlavi (1922-1954), lui-même fils puîné de Reza, chah d'Iran, et de Christiane Choleski (de nationalité française) qui se sont mariés à Paris en 1946, à la mairie du 16e arrondissement.
Il est le neveu du dernier chah d’Iran Mohammad Reza Pahlavi et donc le cousin germain de l’actuel chef de la famille impériale d’Iran, le prince Reza Pahlavi. 
Il a épousé, en 1972, Sonja Lauman qui s'est convertie à l'islam. Trois enfants sont nés de cette union aujourd'hui dissoute :
- le prince Davoud Pahlavi, né le 7 juillet 1972 ;
- le prince Houd Pahlavi, né le 26 novembre 1973 ;
- le prince Mohammad Younes Pahlavi, né le 19 mai 1976.

## Biographie
Ses parents se sont rencontrés lors d’une fête à l’ambassade d’Iran de Paris[réf. nécessaire]. Ils se marièrent en dépit de l’opposition du chah[réf. nécessaire].
En 1954, son père meurt dans un accident d’avion.
N’ayant à cette époque qu’une fille, issue de son premier mariage, et en raison de la stérilité patente de l’impératrice Soraya, le chah aurait envisagé un temps de désigner le petit Ali Patrick comme son héritier[réf. nécessaire], mais le fait qu'il soit né d'une étrangère rendaient les choses impossibles. Il aurait donc été de facto, héritier présomptif du trône d’Iran de 1954 à 1960[réf. nécessaire]. 
L’intéressé tiendra à le rappeler par la suite : « À la mort de Soraya en 2001, le magazine Point de Vue faisait un grand article sur les Pahlavi dans lequel non seulement il ne me mentionnait pas, mais en plus soutenait que durant toute la période Soraya, l’Iran avait été sans héritier. Là, je les tenais car ce n’était tout simplement pas possible. La Constitution de l’Iran était clair[e] : le souverain ne pouvait pas régner sans un héritier désigné. J’aurai beau fournir au dit magazine un épais dossier prouvant que ce qu’il disait était faux, la seule réaction que j’obtiendrai sera un minuscule encadré à la dernière page disant : l’entourage de Patrick Ali Pahlavi prétend qu’il a été prince héritier. C’est tout juste s’ils ne me tournaient pas en ridicule, en fait c’est même ce qu’ils faisaient. »
Les naissances de Reza, en 1960, puis celle de son puîné, Ali-Reza, en 1966, enfin la chute de la monarchie en 1979, éloignent a priori définitivement Ali Patrick du trône du Paon.
Lors de la Révolution islamique en 1979, il est considéré par une partie des révolutionnaires comme l’un des leurs, mais il est arrêté en 1982 et il ne doit son salut qu’à l’intervention de Hachemi Rafsandjani. En fait les intégristes considèrent qu'il est l'un des leurs puisqu'il a été arrêté par le chah pour avoir soutenu des mouvements liés à l'islam radical ; en particulier il était l'ami d'un terroriste qui a été tué alors qu'il avait assassiné de braves gens qui refusaient de le suivre dans le djihad contre le chah. Le rôle d'Ali avait été trouble puisqu'il avait accueilli chez lui ce terroriste et avait participé à sa dernière soirée de préparation avant  ses crimes. Ali a été arrêté et il n'a dû son salut qu'au fait d'être le neveu du chah. Il a été exilé et a voyagé avec sa famille avec des voitures où étaient inscrits des versets du Coran. Cette histoire lui a donné une popularité et a fait qu'il est resté en Iran au moment de la révolution en croyant y jouer un rôle. Mais une partie des islamistes le regardaient avec une certaine méfiance. En exil à Paris, il a continué à véhiculer un islam radical jusqu'à ce qu'une rencontre sentimentale le fasse changer de fusil d'épaule ; on l'a vu écologiste, défendre l'ancien culte iranien de Zoroastre...[réf. nécessaire]
En 2011, Ali-Reza Pahlavi, l’unique frère du prétendant Reza Pahlavi, se suicide, alors qu'il était demeuré sans alliance. Le prétendant n'a eu, quant à lui, que des filles. Cette situation fait d’Ali Patrick Pahlavi, d'après ses propres prétentions, le nouvel héritier présomptif du « trône du Paon », cinquante ans après l’avoir déjà été (jusqu’au 31 octobre 1960)[réf. nécessaire].

## Succession
Dans les faits :
- les frères du chah et leurs descendants sont issus de mariage avec des princesses Kadjar et sont donc exclus de la succession ;
- le prince Ali Patrick en est exclu puisque sa mère était étrangère[4] ;
- les filles du prince Reza sont exclues.

## Œuvres
- Sentinelle, essai publié aux éditions Osmondes, mars 2000[5], 50 pages,  (ISBN 2-910830-28-4 et 978-2-910830-28-1).
- Islam contre futur, la guerre est finie si vous le voulez, 1992.
- La fille d'Imran, 1991.

Ce dernier ouvrage lui vaut un succès d'estime ; une clé pour le rapprochement des croyants.